# Kasteel Schackenborg

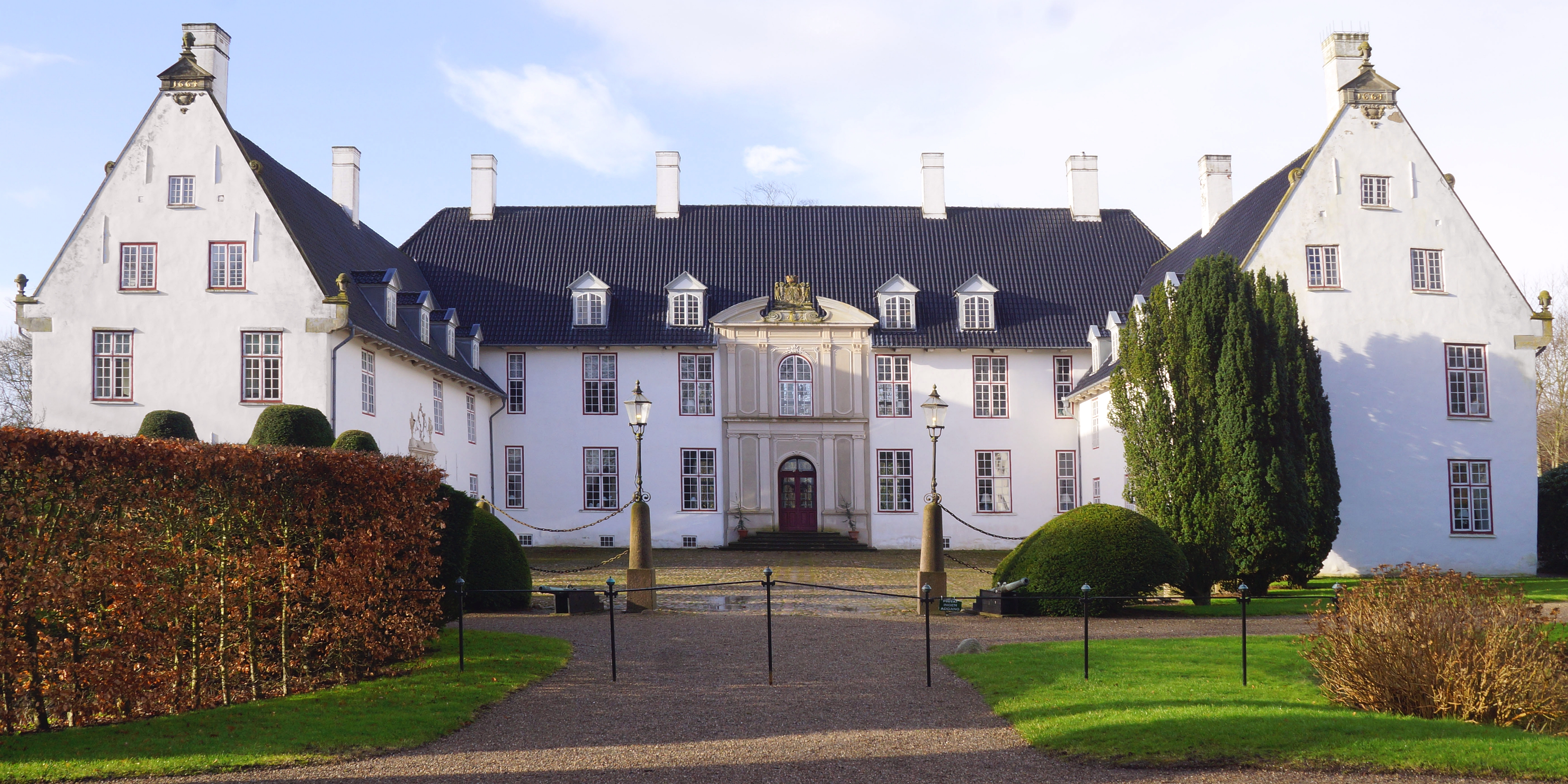
Kasteel Schackenburg (2023)

Kasteel Schackenborg is een kasteel in de Zuid-Deense plaats Møgeltønder. Het werd tot 2014 bewoond door de Deense prins Joachim, de tweede zoon van koningin Margrethe II.
Het huis, dat aanvankelijk Møgeltønderhus heette, werd gebouwd op de resten van een vervallen kasteel van de bisschoppen van Ribe. De burcht had dienstgedaan als vesting tegen de Friezen en als bescherming van het riviertje de Vidå, dat nu de grens vormt tussen Denemarken en Duitsland. Tijdens de Reformatie werd het kasteel echter geconfisqueerd door de Deense overheid. Koning Frederik III schonk het huis aan veldmaarschalk graaf Hans von Schack (1609-1676) wegens zijn verdiensten in de Noordse Oorlog. In 1661 werd de ruïne afgebroken, en vervangen door een nieuw barokpaleis. In 1680 werd een laan aangelegd tussen het kasteel en het lokale kerkje. Daarna bleef het kasteel elf generaties in handen van de familie Von Schack, totdat het in 1978 in het bezit kwam van de Deense koninklijke familie. Na een langdurige restauratie kon prins Joachim het in 1995 met zijn toenmalige vrouw prinses Alexandra betrekken. Tot 2014 woonde hij er met prinses Marie.
Na het vertrek van de prins werkte deze, samen met enige andere, aan grote bedrijven gelieerde, partijen,  mee aan de totstandkoming van een charitatieve organisatie  met de naam Schackenborg Fond. Deze heeft zich het behoud van het kasteel met het omliggende park ten doel gesteld, en heeft het complex in eigendom.
Het kasteel en zijn tuinen zijn normaliter niet toegankelijk voor het publiek, alleen zijn de tuinen tijdens de zomermaanden soms onder begeleiding van een gids te bezoeken. Wel bevindt zich op het kasteelterrein een horecagelegenheid. 